# Vai e vivrai
(Tema della disputa)
Vai e vivrai (Va, vis et deviens), è un film del 2005, diretto da Radu Mihăileanu.

## Trama
Africa, 1984. Il Mossad sta organizzando la cosiddetta "Operazione Mosè" che, con la collaborazione della CIA e dell'NSA statunitensi, ha come obiettivo il trasferimento in Israele di un folto gruppo di ebrei etiopi, facendoli passare attraverso dei campi profughi in Sudan.
In uno di questi campi vive insieme alla madre un bimbo anch'egli etiope, ma di religione cristiana.
Un giorno, una madre ebrea perde il figlio ammalato, Schlomo, e la madre del bambino cristiano, che comprende come la possibilità di sopravvivere in quel campo profughi sia quasi nulla per il figlio, lo affida alla donna ebrea, sperando che, quando gli agenti del Mossad arriveranno, il "nuovo" Shlomo possa fuggire dal campo fingendosi ebreo. 
Il trucco funziona, e il bambino riesce ad arrivare in Israele, dove però anche la madre adottiva muore pochi giorni dopo.
Adottato dalla famiglia Harrari, cresce in mezzo alle guerre, all'amore per una ragazza, Sarah, agli studi religiosi e al disprezzo che alcuni hanno per lui perché nero, tra cui il padre di Sarah. Tuttavia, pur essendo abbastanza felice, sente fortemente il desiderio di tornare dalla madre, rimasta in Sudan, e gli pesa molto il segreto di non essere ebreo.
In seguito si trasferisce a Parigi per studiare medicina, per poi tornare in Israele dove sposa Sarah. Alla fine trova il coraggio di dire la verità ai propri familiari, che dopo un iniziale rifiuto da parte di alcuni, alla fine lo perdonano e lo accettano, e nel finale della pellicola, in cui si scopre che assieme a Sarah è diventato genitore, Schlomo torna in Sudan con Medici senza Frontiere, dove rincontra l'anziana madre: il suo sogno di ritrovarla e riabbracciarla viene così coronato.

## Riconoscimenti
- Miglior film internazionale, Festival Cinematografico di Vancouver 2005
- Migliore sceneggiatura, Festival Cinematografico di Copenaghen 2005
- Premi César 2006: migliore sceneggiatura originale
- Premi Lumière 2006: Premio del pubblico mondiale